# حاجبة نار

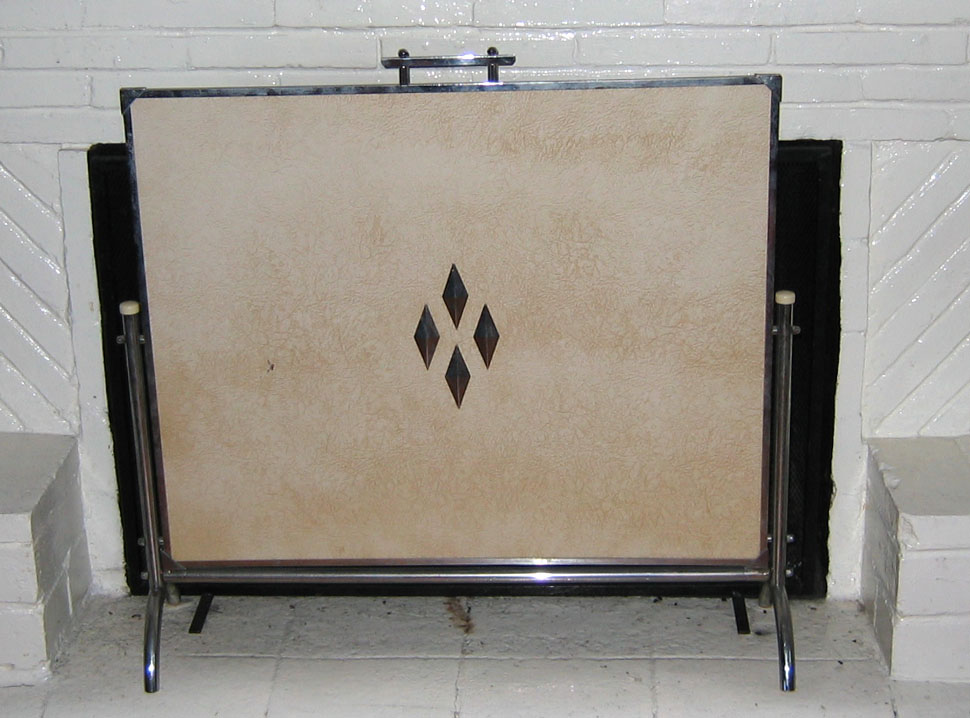
حاجبة نار مزخرفة عتيقة، نحو خمسينيات القرن الماضي

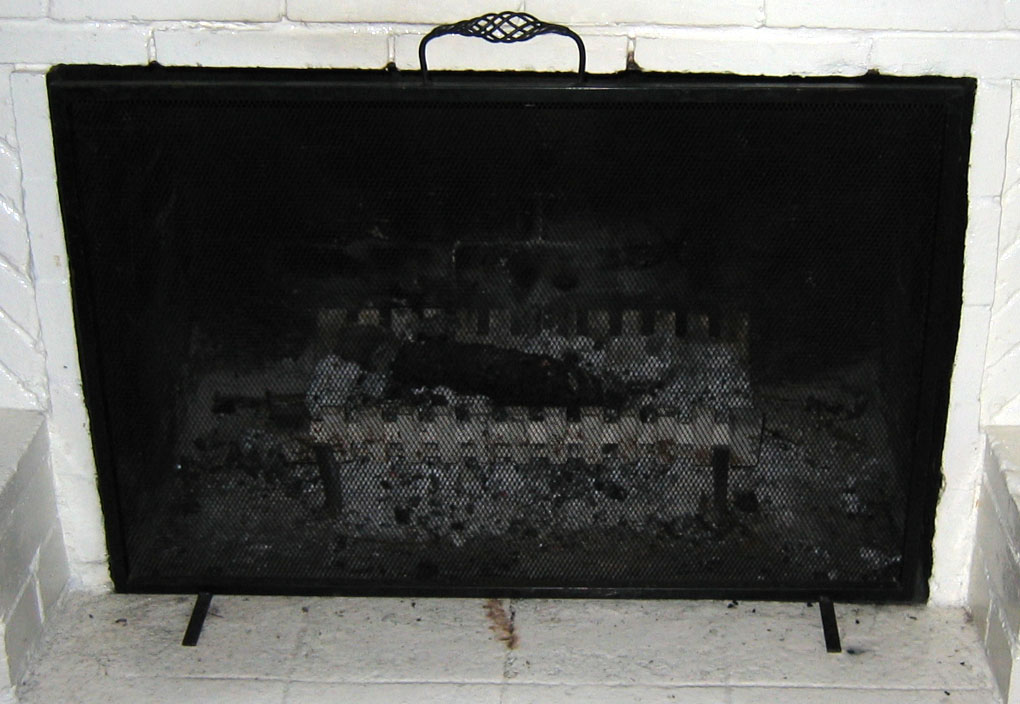
حاجبة نار معدنية شبكية سوداء حديثة

حاجبة النار أو حاجزة النار شكلٌ من أشكال الأثاث الذي كان بمكانة درع بين شاغلي الغرفة والمستوقد، وكانت وظيفته الأساس تقليل الانزعاج الناتج عن الحرارة الزائدة من حريق الحطب. شُكلت حاجبات الحرائق المبكرة على شكل ألواح مسطحة تقف على أقدام متصلة، أو ألواحٍ قابلة للضبط على شكل درع مثبتة على أرجل طاولة ثلاثية الأرجل.
أصبحت حاجبات النار في المنزل الحديث دروعًا مزخرفة من الصفائح المعدنية أو الزجاج أو شبكة سلكية يمكن وضعها أمام فتحة المستوقد لحماية الغرفة من اللهب المكشوف والجمر المتطاير الذي قد ينبعث من الحريق.
استخدمت حاجبات النار لتغطية المستوقد عندما لم يكن ثمة شيء يحترق بداخلها، وجعلها تبدو أكثر زخرفية.

## الصور

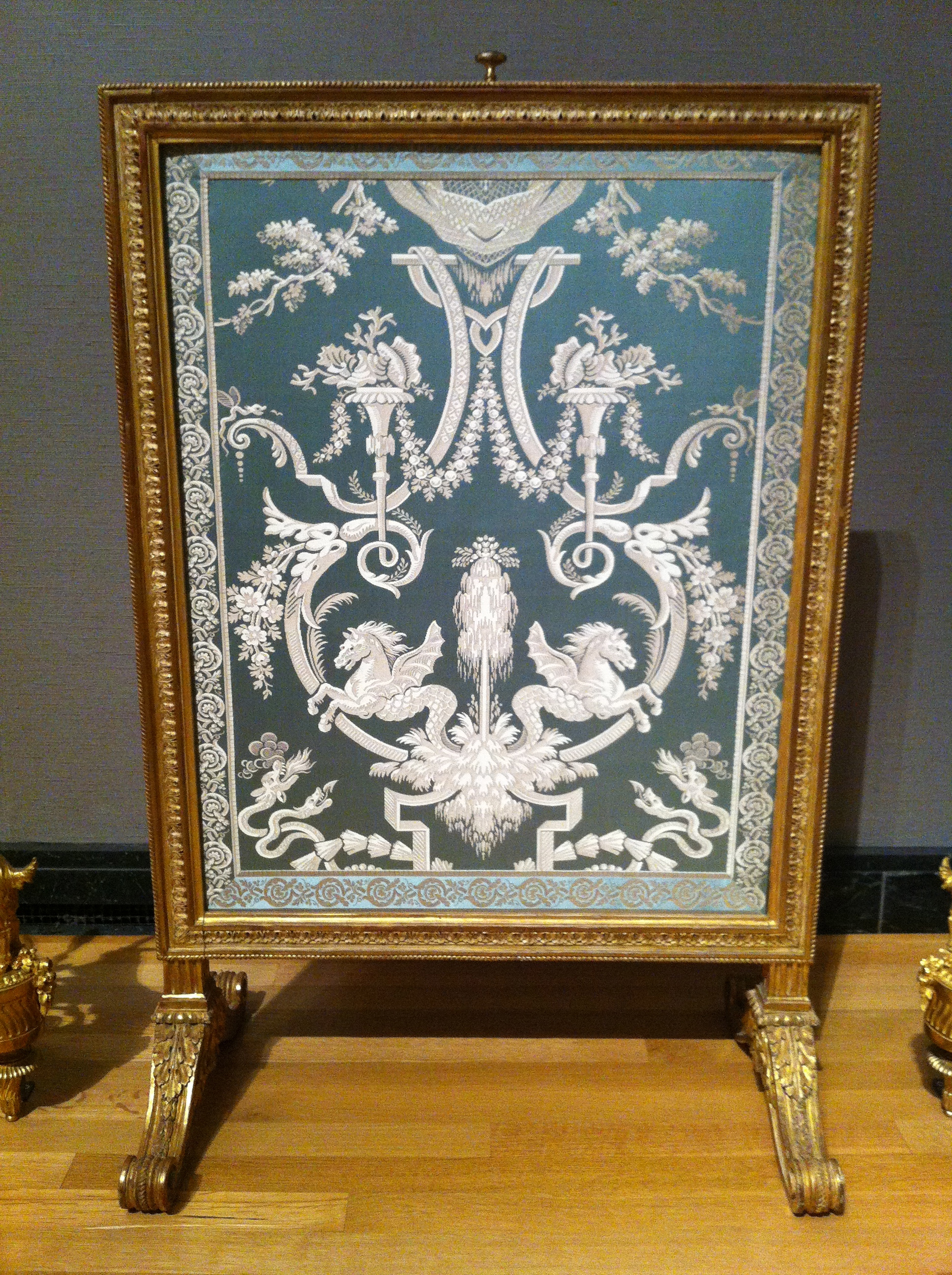
1787
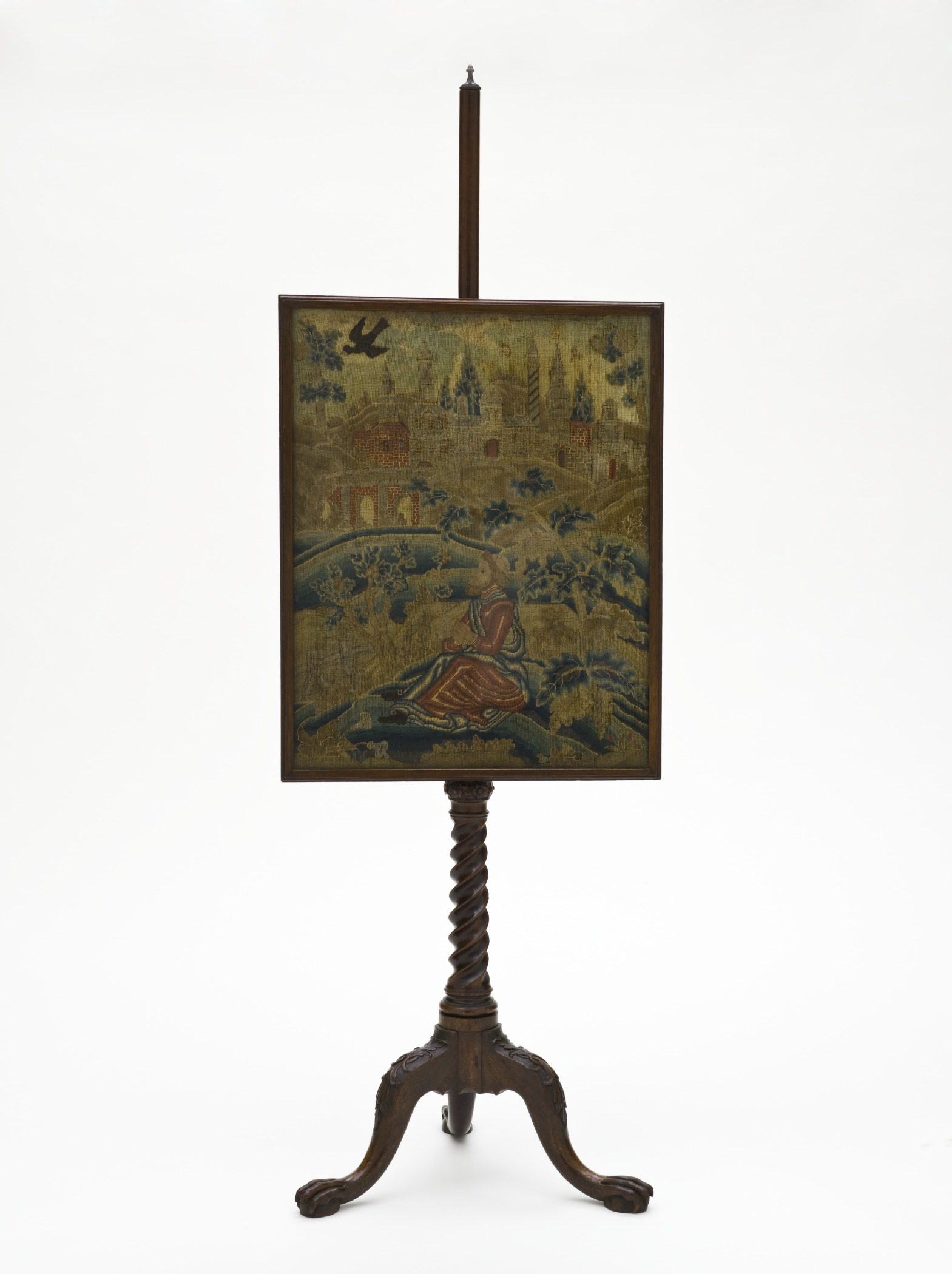
1780
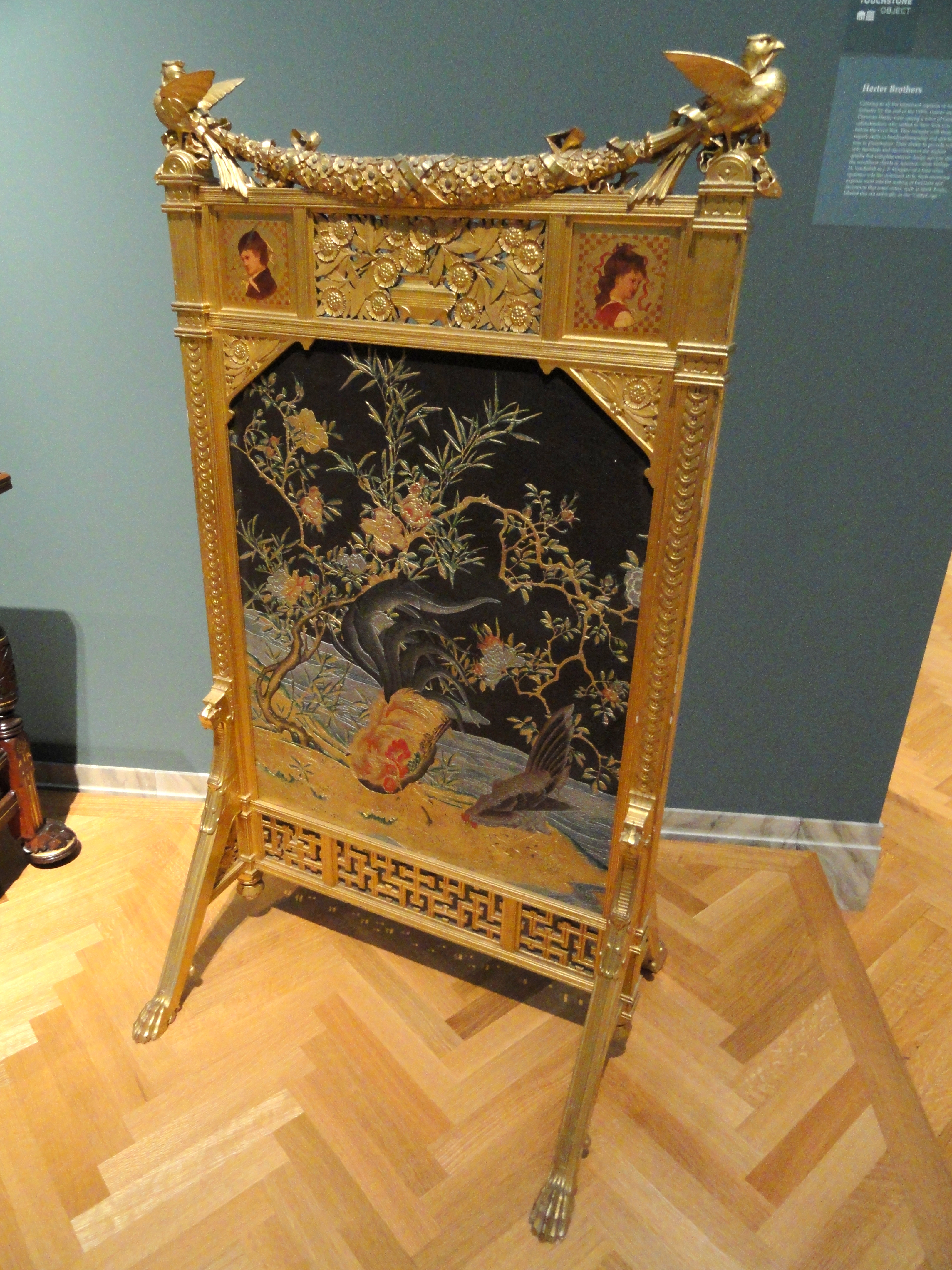
1880